# (3666) Holman
(3666) Holman es un asteroide que forma parte del cinturón de asteroides y fue descubierto el 19 de abril de 1979 por Juan Carlos Muzzio desde el Observatorio Interamericano del Cerro Tololo, Chile.

## Designación y nombre
Holman fue designado al principio como 1979 HP.
Más adelante, en 1999, se nombró en honor del astrónomo estadounidense Matthew J. Holman.

## Características orbitales
Holman orbita a una distancia media de 3,118 ua del Sol, pudiendo acercarse hasta 2,722 ua y alejarse hasta 3,513 ua. Su inclinación orbital es 2,364 grados y la excentricidad 0,1269. Emplea en completar una órbita alrededor del Sol 2011 días.

## Características físicas
La magnitud absoluta de Holman es 12,2. Tiene un diámetro de 23,85 km y su albedo se estima en 0,0592.